# Lastovska bitka
Lastovska bitka, oružani sukob između žitelja hrvatskog otoka Lastova i pomorskih snaga Mletačke Republike, koji se zbio u proljeće 1000. godine. Mlečani su opkolili utvrđeno naselje na otoku, probili obrambene linije i nakon žestoke borbe odnijeli pobjedu. Poslije bitke poštedjeli su živote preživjelog pučanstva, ali su zidine naselja razorili, naselje spalili, a cijeli otok na jedno kraće razdoblje pripojili svojoj državi. 

## Povijesna pozadina
Lastovska je bitka posljedica spleta okolnosti nastalih krajem 10. stoljeća na području oko Jadranskog mora. Na prijestolje mletačkog dužda stupio je 991. godine Petar II. Orseolo koji je, unaprijedivši najprije odnose s Franačkom i Bizantom, odlučio prestati plaćati Hrvatima godišnji danak za slobodnu plovidbu Jadranom. Kada je umro hrvatski kralj Stjepan Držislav (oko 997.), Orseolo je proveo pripreme za zauzimanje hrvatskih krajeva uz more, koji su do tada bili u sastavu bizantske Teme Dalmacije i kojima je po ovlaštenju bizantskog cara upravljao hrvatski kralj.
U to se vrijeme, na samom kraju 10. stoljeća, dogodila i dinastička kriza na hrvatskom prijestolju, jer su dva mlađa sina kralja Držislava, Krešimir i Gojslav, osporili najstarijemu Svetoslavu pravo na krunu, pa je došlo do njihove međusobne borbe, čime je obrana kraljevstva bila znatno oslabljena. Svetoslav je zbačen s prijestolja i našao je utočište u Mletačkoj Republici.
Mletački dužd je odlučio iskoristiti prigodu, skupio veliku flotu i poveo ju u pohod prema jugoistoku. Budući da je u mnogim priobalnim i otočnim gradovima većina žiteljstva bila romanskog podrijetla, dolazak mletačke flote na čelu s duždom i preuzimanje uprave nad pojedinim gradovima tekao je uglavnom bez većih incidenata. Ipak, otočne gradove Vis, Hvar i Korčulu Orseolo je zauzeo uz negdje veći, a negdje manji otpor. Najžešći otpor Mlečanima pružili su Lastovci.

## Bitka
Točan datum Lastovske bitke nije poznat. Iz zapisa mletačkog ljetopisca i duždevog tajnika Ivana Đakona saznaje se da je prije početka pohoda duždeve flote održana 9. svibnja 1000. u Veneciji svečana proslava blagdana Spasova, kojom prigodom je na misi u katedrali tamošnji biskup predao Orseolu posvećen mletački stijeg. Dan kasnije duždeva svita bila je kod patrijarha u nedalekom Gradu, da bi 11. svibnja isplovila prema jugu.
Lastovci su mletačku flotu dočekali negostoljubivo, iza obrambenih zidina svoga naselja, davši time do znanja Mlečanima da će pružiti otpor. Potonji su zatim opkolili naselje, te nakon poziva na predaju, koji nije imao odziva, napali njegova ulazna vrata, kao i kule koje su se nalazile na strminama prema unutrašnjosti otoka. Uspjeli su osvojiti kulu u kojoj su stanovnici imali cisterne sa zalihama pitke vode, što je značilo veliki gubitak za branitelje. Ubrzo su preživjeli Lastovci bili prisiljeni položiti oružje i kleknuti pred duždom, koji je odlučio poštedjeti im život. Naredio je, međutim, da se bedemi Lastova razvale, kako stanovnici ubuduće više ne bi bili u mogućnosti pružati otpor. Samo naselje je istodobno spaljeno, a preostali žitelji su poslije toga izgradili novo, i to na drugoj lokaciji na otoku.

## Lastovo nakon bitke
Petar II. Orseolo je pobjedom u bitki podvrgnuo Lastovo pod svoju vlast. Nakon toga je sa svojom flotom otplovio prema jugoistoku, u smjeru Dubrovnika, gdje su ga dočekali dubrovački dužnosnici i iskazali mu vjernost. Potom se vratio u Veneciju i naslovu dužda pridodao naslov dux Dalmatiae (vojvoda Dalmacije).
Vlast Mlečana na Jadranu, pa tako i na Lastovu, nastavila se i za Petrova sina i nasljednika Otona Orseola, koji je vladao do 1026. godine. Nešto kasnije je hrvatski kralj Stjepan I., koristeći mletačke probleme te smrt bizantskog cara Bazilija II., vratio dijelove Dalmacije pod svoju vlast. Za vladavine Stjepanova sina Petra Krešimira IV. (vladao 1058-1074.), koji je nosio titulu “kralja Hrvatske i Dalmacije”, Lastovo je bilo u sastavu Hrvatske.
Sredinom 13. stoljeća, točnije 1252. godine, pučanstvo Lastova je odlučilo priključiti svoj otok Dubrovačkoj komuni (koja je kasnije postala Dubrovačka Republika).

## Vanjske poveznice
- Mletački dužd Orseolo napao Lastovo 1000. godine
- Lastovo pružilo žestok otpor Mlečanima
- U mletačkom vojnom pohodu 1000. godine razoren lastovski kaštel